# Thorshavn (gmina)
Thorshavn (duń. Thorshavn kommune, far. Tórshavnar kommuna) – największa zarówno pod względem liczby ludności, jak i powierzchni gmina na Wyspach Owczych, terytorium zależnego od Danii. Przyległymi gminami są: Kvívíkar kommuna, Sunds kommuna (wyspa Streymoy), Skopunar kommuna (Sandoy). Siedzibą władz gminy jest Thorshavn.
Tórshavnar kommuna leży w południowej części Streymoy. W jej skład wchodzą także mniejsze wyspy: Hestur, Koltur oraz Nólsoy. Jej powierzchnia wynosi 172,9 km².
Gminę według danych na 1 stycznia 2014 roku zamieszkuje 19 948 osób.

## Historia
Gminę założono 16 lutego 1866 roku. W roku 1976 włączono do jej terenów gminę Kaldbak, a dwa lata później miejscowości Hoyvík oraz Hvítanes. Kolejne tereny Tórshavnar kommuna wchłonęła w 1997, kiedy włączono do niej gminę Argir, dzięki czemu osiągnęła powierzchnię 63 km². Cztery lata później wchłonięta została Kollafjarðar kommuna. W 2005 roku Wyspy Owcze przeszły reformę administracyjną, a liczbę gmin z 48 zmniejszono do 34. Gmina Thorshavn powiększyła się o trzy inne jednostki administracyjne: Kirkjubøar kommuna, Nólsoyar kommuna oraz Hests kommuna. Powierzchnia wzrosła wówczas ze 116 km² do prawie 173. Kolejna reforma (2009) nie przyniosła zmian w gminie Thorshavn.
Odkąd 1 stycznia 1909 roku Thorshavn uzyskało prawa miejskie gminą zarządza burmistrz, obecnie od roku 2005 jest to Heðin Mortensen z partii Javnaðarflokkurin.

## Populacja
Obecnie liczba ludności Tórshavnar kommuna wynosi 19 948 osób (ok. 41% ludności archipelagu Wysp Owczych). Wskaźnik feminizacji wynosi prawie 99 (9908 kobiet do 10040 mężczyzn). Społeczeństwo gminy Tórshavn jest stosunkowo młode, osoby w wieku do lat dwudziestu stanowią niemal 30% ludności. Dużą grupę stanowią również osoby w wieku 40–50 lat (14,68%). Osób starszych niż 60 lat jest niewiele ponad 20%.
Populacja gminy Thorshavn liczona jest od roku 1801, choć oficjalnie jednostka ta dostała prawa ponad sześćdziesiąt lat później. Wówczas na terenie obejmującym miasto i jego najbliższe okolice mieszkało niewiele ponad 550 osób. Kolejne dane pochodzą z roku 1901, kiedy miało tam mieszkać 1656 ludzi. W przeciągu XX wieku liczba ludności początkowo wzrastała w stosunkowo dużym tempie (2 896 osób w 1925 roku, 5 607 w 1950, 10 658 w 1966, wreszcie 11 326 w 1975). Skokowo liczba ludności wzrastała w latach przyłączania kolejnych nowych terenów – w 1977 mieszkało tam już 13 185 osób, w 1998 15 848 (przy 15 257 w 1996), w 2001 17 725 (przy 16 453 z roku poprzedniego) natomiast w 2006 19 336 (przy 18 663 w 2005). Widoczny był także spadek liczby ludności w połowie lat 90. XX wieku, kiedy na Wyspach Owczych panował kryzys gospodarczy i wielu ludzi emigrowało do Danii.

## Polityka

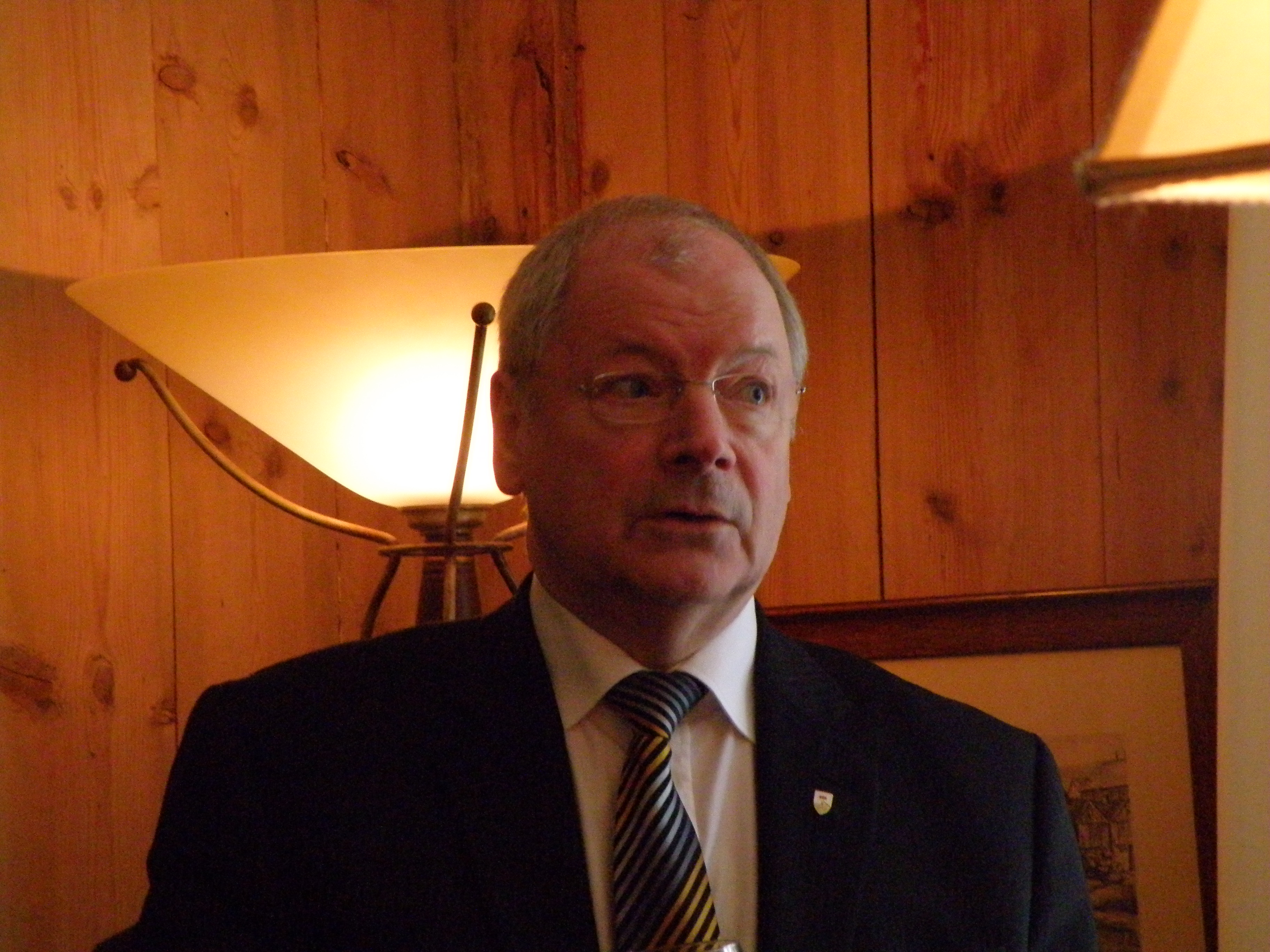
Heðin Mortensen, zdobywca największej liczby głosów w wyborach 2012

Burmistrzem gminy i miasta Thorshavn od 2005 roku jest Heðin Mortensen, który startował z list Javnaðarflokkurin. Lokalna rada składa się z trzynastu osób z czterech partii. Ostatnie wybory lokalne odbyły się w roku 2012, a ich wyniki przedstawiały się następująco:
| Lista | Nazwa partii                                    | Głosy  | Procent | Mandaty | Mandaty |
| ----- | ----------------------------------------------- | ------ | ------- | ------- | ------- |
| C     | Partia Socjaldemokratyczna (Javnaðarflokkurin)  | 4 599  | 41,3    | 7       | +2      |
| E     | Repiblika (Tjóðveldi)                           | 2 506  | 22,5    | 3       | -1      |
| A     | Partia Ludowa (Fólkaflokkurin)                  | 1 756  | 15,8    | 2       | -1      |
| B     | Partia Unii (Sambandsflokkurin)                 | 1 130  | 10,1    | 1       | 0       |
| F     | Postęp (Framsókn)                               | 649    | 5,8     | 0       | 0       |
| H     | Partia Centralna (Miðflokkurin)                 | 287    | 2,6     | 0       | 0       |
| D     | Partia Niepodległościowa (Sjálvstýrisflokkurin) | 208    | 1,9     | 0       | 0       |
|       | Suma                                            | 11 135 | 100     | 13      | 0       |

| Lista A              | Lista A                    | Lista A              | Lista B           | Lista B                        | Lista B           | Lista C           | Lista C                        | Lista C           |
| Fólkaflokkurin       | Fólkaflokkurin             | Fólkaflokkurin       | Sambandsflokkurin | Sambandsflokkurin              | Sambandsflokkurin | Javnaðarflokkurin | Javnaðarflokkurin              | Javnaðarflokkurin |
| Nr                   | Kandydat                   | Głosy                | Nr                | Kandydat                       | Głosy             | Nr                | Kandydat                       | Głosy             |
| -------------------- | -------------------------- | -------------------- | ----------------- | ------------------------------ | ----------------- | ----------------- | ------------------------------ | ----------------- |
| 1.                   | Vagnur Johannesen          | 114                  | 1.                | Tummas Pauli á Reyni           | 77                | 1.                | Tróndur Sigurdson              | 177               |
| 2.                   | Sunniva Bjarnastein        | 25                   | 2.                | Ronald Finnbjørn Poulsen       | 69                | 2.                | Sigrún Amalia Mohr             | 181               |
| 3.                   | Sjúrður Olsen              | 310                  | 3.                | Reidar Jacobsen                | 36                | 3.                | Rúni Djurhuus                  | 130               |
| 4.                   | Rói Bjarnason Poulsen      | 77                   | 4.                | Oddvør Johannesen Mohr         | 28                | 4.                | Maria Hammer Olsen             | 97                |
| 5.                   | Páll Djóni á Steinum       | 13                   | 5.                | Maibreitt Andrewsdóttir Hansen | 27                | 5.                | Levi Mørk                      | 164               |
| 6.                   | Poula Hansen               | 15                   | 6.                | Júst Rubeksen                  | 56                | 6.                | Ingrid Selmudóttir Henriksen   | 41                |
| 7.                   | Petur Skeel Dahl           | 60                   | 7.                | Jóna Mariusardóttir Mortensen  | 26                | 7.                | Hilmar Joensen                 | 16                |
| 8.                   | Jóna Kristin Thomsen       | 28                   | 8.                | Jón Finnbogi Johansen          | 15                | 8.                | Heðin Mortensen                | 2 637             |
| 9.                   | Jógvan Poulsen             | 157                  | 9.                | Jóhan Petur Johannesen         | 54                | 9.                | Heri Ólason Dam                | 51                |
| 10.                  | Jan Christiansen           | 193                  | 10.               | Høgni Mikkelsen                | 181               | 10.               | Helena Dam á Neystabø          | 200               |
| 11.                  | Ingvør Justinussen         | 50                   | 11.               | Helgi Fossádal                 | 17                | 11.               | Halla Samuelsen                | 170               |
| 12.                  | Ingi á Smíð                | 175                  | 12.               | Hanus Skaalum Midjord          | 27                | 12.               | Elin Lindenskov                | 178               |
| 13.                  | Heini Magnussen            | 36                   | 13.               | Annfinn Brekkstein             | 345               | 13.               | Bjørghild Djurhuus             | 281               |
| 14.                  | Fróði Ólason Olsen         | 109                  | 14.               | Anja Rein                      | 125               | 14.               | Bjørg Dam                      | 97                |
| 15.                  | Finnbogi Arge              | 109                  |                   |                                |                   | 15.               | Bergur Robert Dam Jensen       | 54                |
| 16.                  | Ella Sloan Muller          | 13                   |                   |                                |                   | 16.               | Bergur Arnbjarnasonur Dalsgarð | 87                |
| 17.                  | Bogi Andreassen            | 259                  |                   |                                |                   |                   |                                |                   |
|                      | Lista                      | 19                   |                   | Lista                          | 47                |                   | Lista                          | 38                |
| Lista D              | Lista D                    | Lista D              | Lista E           | Lista E                        | Lista E           | Lista F           | Lista F                        | Lista F           |
| Sjálvstýrisflokkurin | Sjálvstýrisflokkurin       | Sjálvstýrisflokkurin | Tjóðveldi         | Tjóðveldi                      | Tjóðveldi         | Framsókn          | Framsókn                       | Framsókn          |
| Nr                   | Kandydat                   | Głosy                | Nr                | Kandydat                       | Głosy             | Nr                | Kandydat                       | Głosy             |
| 1.                   | Teitur Vágadal             | 8                    | 1.                | Vígdis Johannesen              | 41                | 1.                | Óluva Josefina Waagstein       | 16                |
| 2.                   | Oddvá Nattestad            | 25                   | 2.                | Sámal Ímundarson               | 27                | 2.                | Ólavur í Búrstovu              | 14                |
| 3.                   | Kristianna Winther Poulsen | 146                  | 3.                | Rógvi á Rógvu                  | 129               | 3.                | Ólavur Olsen                   | 84                |
| 4.                   | Jónas Johnsson             | 9                    | 4.                | Marja Lund Gjógvará            | 97                | 4.                | Súsanna Køtlum                 | 21                |
| 5.                   | John Eysturoy              | 12                   | 5.                | Marin Katrina Frýdal           | 415               | 5.                | Sunneva H. Eysturstein         | 84                |
|                      | Lista                      | 8                    | 5.                | Leivur Thomsen                 | 94                | 5.                | Rúni Sundberg Patursson        | 82                |
|                      |                            |                      | 6.                | Jógvan Arge                    | 445               | 6.                | Ríkin N. Djurhuus              | 9                 |
| Lista H              | Lista H                    | Lista H              | 7.                | Jákup av Skarði                | 60                | 7.                | Ruth Vang                      | 118               |
| Miðflokkurin         | Miðflokkurin               | Miðflokkurin         | 8.                | Jákup Símun Simonsen           | 205               | 8.                | Poul Clementsen                | 71                |
| Nr                   | Kandydat                   | Głosy                | 9.                | Jákup Dam                      | 307               | 9.                | Kristina Ejdesgaard            | 51                |
| 1.                   | Rani A. Skaalum            | 30                   | 10.               | Johan Mortensen                | 41                | 10.               | Karlot Hergeirsson             | 75                |
| 2.                   | Jenis av Rana              | 105                  | 11.               | Hensia Einarsson               | 29                | 11.               | Harriet O. av Gørðum           | 10                |
| 3.                   | Frank Jacobsen             | 15                   | 12.               | Hanus Pál Jógvanson            | 71                |                   |                                |                   |
| 4.                   | Dánjal M. Joensen          | 36                   | 13.               | Hallbjørg Lamhauge             | 76                |                   |                                |                   |
| 5.                   | Charlotta á Váli Olsen     | 55                   | 14.               | Elin N. W. Tausen              | 71                |                   |                                |                   |
| 6.                   | Arnfinn á Birtuni          | 35                   | 15.               | Brandur í Dali                 | 59                |                   |                                |                   |
|                      |                            |                      | 16.               | Andrea Heindriksdóttir         | 292               |                   |                                |                   |
|                      | Lista                      | 11                   |                   | Lista                          | 47                |                   | Lista                          | 44                |

Frekwencja wyniosła 77,37% (z 14 392 uprawnionych zagłosowało 11 135). Nie oddano głosów nieważnych ani pustych. Pogrubieni zostali członkowie rady Tórshavnar kommuna.

## Miejscowości wchodzące w skład gminy Thorshavn
| Miejscowość    | Liczba mieszkańców (01.01.2014) | Krótki opis | Zdjęcie                                                         |
| -------------- | ------------------------------- | --- | --------------------------------------------------------------- |
| Argir          | 2003                            | Miejscowość granicząca od południa z miastem Thorshavn, czwarta pod względem liczby ludności na Wyspach Owczych. W XVI wieku był tam szpital dla chorych na trąd, zamieniony w 1750 roku na warsztat pracy dla ubogich. Kościół wybudowano tam w 1974 roku. | Argir od strony Nósoyarfjørdur.                                 |
| Hestur         | 20                              | Jedyna osada na wyspie Hestur. Znajduje się tam kościół zbudowany na początku XX wieku, a także basen ufundowany przez władze w 1974 roku, jako jeden ze środków służących zatrzymaniu emigracji z wyspy. | Hestur.                                                         |
| Hoyvík         | 3782                            | Trzecia co do wielkości miejscowość na Wyspach Owczych. Znajduje się tam Muzeum Historyczne (Føroya Fornminnissavn) oraz skansen z zabudowaniami z XIX wieku. 31 sierpnia 2005 podpisano tam Porozumienie z Hoyvík traktujące o wolnym handlu pomiędzy Islandią a Wyspami Owczymi. Kościół w miejscowości powstał w roku 2007.                                                                                         | Hoyvik w 2014 rolku.                                            |
| Hvítanes       | 99                              | Miejscowość położona na północ od Hoyvík. Założono ją w 1837 roku. Tunel Eysturoy prowadzi z Hvítanes na wyspę Eysturoy. | Hvítanes w 1899 rolku.                                          |
| Kaldbak        | 227                             | Miejscowość założona przed XI wiekiem. Kościół w Kaldbak powstał w 1835 roku. Miejscowość dopiero około roku 1980 została przyłączona do sieci drogowej. | Kaldbak.                                                        |
| Kaldbaksbotnur | 6                               | Znajduje się w tam tylko jedno gospodarstwo. Podobnie jak Kaldbak dopiero około roku 1980 przyłączono ją do sieci drogowej Wysp Owczych, a w 1992 uruchomiono tunel prowadzący z Kaldbaksbotnur do Kollafjørður (Kollfjarðartunnilin). | Kaldbaksbotnur.                                                 |
| Kirkjubøur     | 76                              | Dawne centrum administracyjne i religijne archipelagu. Znajdują się tam najstarsze zabytkowe obiekty na Wyspach Owczych: Kirkjubøargarður i kościół św. Olava z XII wieku, a także sto lat późniejsze ruiny Katedry Magnusa. W dzieciństwie przebywać miał tam przyszły król Norwegii Sverre Sigurdsson. | Kirkjubøur.                                                     |
| Kollafjørður   | 736                             | Miejscowość ulokowana u wybrzeży fiordu o tej samej nazwie. Znajdujący się tam kościół pochodzi z 1837 roku. Co roku w lipcu odbywa się tam festiwal Sundalagsstevna. Mieszkał tam Jens Christian Djurhuus, żyjący na przełomie XVII i XVIII wieku pisarz, jeden z najbardziej znanych na Wyspach Owczych twórców ballad, bazujących na sagach islandzkich.                                                            | Widok na Kollafjørður i Signabøur.                              |
| Koltur         | 1                               | Obecnie miejscowość niemalże wyludniona, choć dawniej znajdowały się tam dwa gospodarstwa, w których zamieszkiwało nawet 50 osób. Jest jedyną miejscowością na wyspie Koltur. | Plaża w Koltur.                                                 |
| Mjørkadalur    | 0                               | Dawna baza wojskowa sił duńskich oraz NATO, położona na górze Sornfelli. Choć wojsko duńskie oddało obiekt w ręce burmistrza Thorshavn już w roku 2002 baza stale działała do roku 2007, a ostatnie urządzenia wyłączono trzy lata później. Wcześniej w bazie mieszkało nawet do 200 duńskich żołnierzy jednak po roku 2004 nie ma tam już stałych mieszkańców. Od roku 2011 jest jedynym aresztem na Wyspach Owczych. | Radary Mjørkadalur.                                             |
| Nólsoy         | 214                             | Jedyna miejscowość na wyspie o tej samej nazwie, położona na przeciwległym brzegu Nólsoyarfjørður względem Thorshavn. Znajduje się w niej kościół z 1836 roku. Brama prowadząca z przystani wykonana została z żuchwy płetwala błękitnego, znalezionego w roku 1895. | Nólsoy, na pierwszym bramie brama z żuchwy płetwala błękitnego. |
| Norðradalur    | 14                              | Miejscowość położona w zatoce na zachodnim brzegu wyspy Streymoy, w miejscu, gdzie wody Vágafjørður mieszają się z wodami Hestsfjørður. | Norðradalur.                                                    |
| Oyrareingir    | 45                              | Jest położona na zwieńczeniu fiordu Kollafjørður, między miejscowościami Kollafjørður i Signabøur. | Farma w Oyrareingir.                                            |
| Signabøur      | 129                             | Miejscowość leży nad wodami Kollafjørður, sąsiadując z Oyrareingir oraz Kollafjørður. Między 1903 a 1920 rokiem była tam stacja wielorybnicza. Znajduje się tam wylot tunelu z Kaldbaksbotnur. | Signabøur.                                                      |
| Sund           | 2                               | Miejscowość położona na północ od Thorshavn, nad wodami Kaldbaksfjørður. Znajduje się tam elektrownia zaopatrująca stolicę archipelagu, a także przystań przygotowana do przyjmowania dużych jednostek. |                                                                 |
| Syðradalur     | 7                               | Miejscowość położona na południe od Norðradalur, nad wodami Hestsfjørður. Z siecią drogową archipelagu została połączona w roku 1982. | Syðradalur.                                                     |
| Thorshavn      | 12376                           | Centrum administracyjne Wysp Owczych. Znajduje się w nim stare miasto (Tinganes), na którym najstarsze budynki sięgają XVI wieku, a także kościół Havnar Kirkja z roku 1788. Obraduje tam parlament archipelagu – Løgting. Thorshavn otrzymało prawa miejskie 1 stycznia 1909 roku. | Thorshavn (na pierwszym planie Tinganes).                       |
| Velbastaður    | 211                             | Miejscowość położona na zachodnim wybrzeżu Streymoy. W 1349 roku została na pewien czas opuszczona po zdziesiątkowaniu populacji przez epidemię czarnej śmierci. Od 1986 roku działa tam centrum leczenia alkoholizmu zwane Heilbrigdið. | Velbastaður.                                                    |